# Oologie

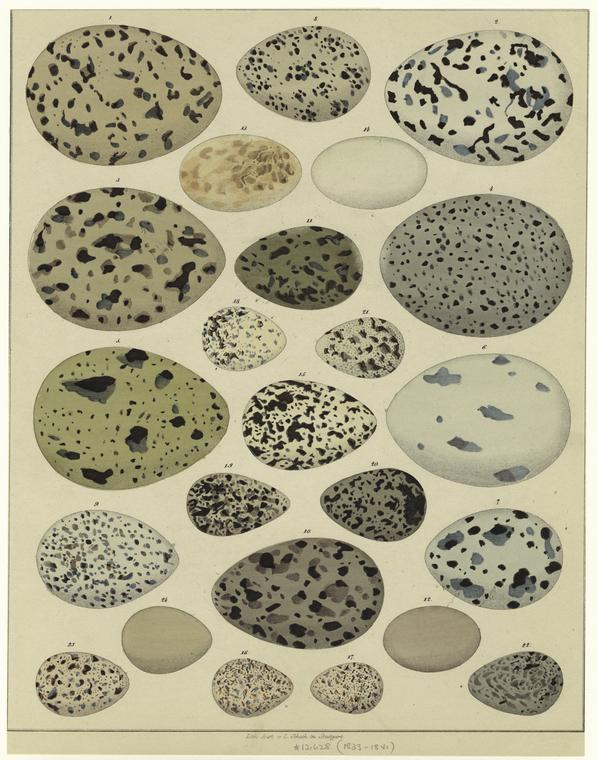
Ilustrație din secolul al XIX-lea care arată ouă ale unor specii diferite de păsări

Oologia sau ovologia este ramura ornitologiei care are drept obiect de studiu formarea oului și dezvoltarea sa, mai cu seamă oul de pasăre. Oologia cuprinde și studiul cuiburilor de păsări.

## Etimologie
Cuvântul românesc oologie este un împrumut din franceză, oologie, care la rândul său este un împrumut din limba greacă, ωολογία, unde ωό înseamnă „ou” și λογία „știință”.